# Кантагало (Бразил)
21° 58′ 51″ S 42° 22′ 04″ W / 21.98083° Ј; 42.36778° З
Кантагало (порт. Cantagalo) је општина у држави Рио де Жанеиро у Бразилу. 2004. године је имала 20,557 становника. 
Бразилски писац Еуклидес да Куња је рођен у Кантагалу, у дистрикту Santa Rita do Rio Negro 15. јануара, 1886, која се данас њему у част зове Euclidelândia.